# 阪田雅裕
阪田 雅裕（さかた まさひろ、1943年〈昭和18年〉9月20日 - ）は、日本の大蔵官僚、弁護士。勲等は瑞宝大綬章。アンダーソン・毛利・友常法律事務所顧問、第一東京弁護士会所属。
大蔵省大臣官房審議官、内閣法制局総務主幹、内閣法制局第三部部長、内閣法制局第一部部長、内閣法制次長、内閣法制局長官などを歴任した。

## 概要
和歌山県出身の大蔵官僚である。大蔵省においては、大臣官房参事官を経て審議官を務めた。のちに内閣法制局に出向し、総務主幹を経て、第三部や第一部の部長を務めるなど、要職を歴任した。2002年には内閣法制次長に就任した。2004年には秋山收の後任として内閣法制局長官に就任し、第2次小泉内閣から第3次小泉改造内閣にかけて同職を務めた。退職後は弁護士登録し、第一東京弁護士会に所属した。アンダーソン・毛利・友常法律事務所において顧問に就任した。

## 政策・主張
平和安全法制
第3次安倍内閣が推進する平和安全法制に対しては否定的である。
内閣法制局長官退官の翌年、岩波書店発行の月刊誌『世界』において集団的自衛権行使の憲法解釈変更に反対の立場を表明した。
ただし、2015年6月22日の衆議院平和安全法制特別委員会の参考人質疑においては、日本の集団的自衛権の限定的な行使について一定の理解を示している。
また、内閣総理大臣の安倍晋三は、集団的自衛権を行使できる例としてホルムズ海峡が機雷封鎖された場合を挙げていた。しかし、阪田は安倍が提示したこの例を批判し、ホルムズ海峡の機雷封鎖は「どう考えても、日本の存立を脅かし、国民の生命、自由、幸福追求の権利を根底から覆す事態に至りようがない」と指摘した。そのうえで、ホルムズ海峡が機雷封鎖されたとしても、日本は集団的自衛権に基づく掃海活動はできないと主張した。

## 略歴
- 1943年（昭和18年）9月20日 - 和歌山の青果物問屋に生まれる。
- 和歌山市立城北小学校、和歌山市立伏虎中学校を卒業。
- 1962年（昭和37年）3月 - 大阪府立北野高等学校を卒業。
- 1965年（昭和40年）9月 - 国家公務員採用上級甲種試験（法律）に合格。
- 1965年（昭和40年）9月 - 司法試験第二次試験に合格。
- 1966年（昭和41年）3月 - 東京大学法学部第2類（公法コース）を卒業。
- 1966年（昭和41年）4月 - 大蔵省に入省（証券局企業財務課）。
入省同期に中山成彬、武藤敏郎、中島義雄、長野庬士、松川隆志、森昭治、岡田康彦などがいる。
- 1967年（昭和42年）6月 - 大阪国税局調査部
- 1968年（昭和43年）7月 - 大蔵省大臣官房調査企画課
- 1969年（昭和44年）7月 - 通産省重工業局電子政策課企画係長
平松守彦課長の下で、情報産業のビジョン作りに携わった[3]。
- 1971年（昭和46年）7月10日 - 苫小牧税務署長
- 1972年（昭和47年）7月10日 - 武蔵府中税務署長
- 1973年（昭和48年）7月9日 - 国税庁長官官房総務課課長補佐
- 1975年（昭和50年） - 大蔵省官房調査企画課課長補佐
- 1977年（昭和52年）5月 - 在ロサンゼルス日本総領事領事
- 1981年（昭和56年）7月11日 - 内閣法制局第一部参事官
- 1986年（昭和61年）7月12日 - 大蔵省銀行局保険部保険第二課長
- 1987年（昭和62年）7月1日 - 大蔵省銀行局保険部保険第一課長
- 1988年（昭和63年）6月15日 - 国税庁直税部所得税課長
- 1989年（平成元年）6月23日 - 国税庁長官官房総務課長
- 1990年（平成2年）6月29日 - 国税庁長官官房付
- 1990年（平成2年）9月13日 - 大蔵省大臣官房参事官
新行革審答申を受けた証券・金融検査委員会設置にともなう準備室に小川是が総務審議官（現：総括審議官）から審議官（準備室担当）に就任。佐藤謙・阪田の二人が小川の下で参事官に就任。佐藤は土地問題等との併任、阪田は専任担当。大蔵省の附属機関化とすることにともなう同委員会の組織・定員や、大蔵省官房に残す一部検査部門と同委員会との業務の割り振りなどの法案固めの業務にあたった[3]。
- 1992年（平成4年）6月26日 - 大蔵省大臣官房審議官
- 1992年（平成4年）7月3日 - 内閣官房内閣内政審議室内閣審議官に併任
- 1992年（平成4年）12月18日 - 内閣法制局総務主幹併任第一部参事官
- 1993年（平成5年）7月30日 - 内閣法制局第三部長
- 1999年（平成11年）8月31日 - 内閣法制局第一部長
- 2002年（平成14年）8月27日 - 内閣法制次長
- 2004年（平成16年）8月31日 - 内閣法制局長官
- 2006年（平成18年）9月26日 - 依願免官
- 2006年（平成18年）11月21日 - 弁護士登録し、第一東京弁護士会に所属
- 2006年（平成18年）12月 - アンダーソン・毛利・友常法律事務所顧問
- 2007年（平成19年）4月 - 明治大学大学院ガバナンス研究科特別招聘教授
- 2007年（平成19年）6月 - 東京海上日動火災保険株式会社監査役
- 2007年（平成19年）6月 - 株式会社西日本シティ銀行監査役
- 2008年（平成20年）6月 - 新日本石油株式会社監査役
- 2010年（平成22年）4月 - JXホールディングス株式会社社外取締役

## 栄典
- 2013年（平成25年）11月 - 瑞宝大綬章受章。

## 著書
- 図説 日本の損害保険 昭和62年版（1987年、財経詳報社、編著）
- 証券取引等監視委員会 日本型SECの誕生（1993年、大蔵財務協会）
- 政府の憲法解釈（2013年、有斐閣）
- 「法の番人」 内閣法制局の矜持（2014年、大月書店）